# 2014 في جامايكا
فيما يلي قوائم الأحداث التي وقعت خلال عام 2014 في جامايكا.

## رياضة
- 1 يناير – كأس الكاريبي 2014 الفائز منتخب جامايكا لكرة القدم.

## موسيقى

### أغاني
من الأغاني التي صدرت هذه السنة في جامايكا:
- 1 يناير – حبيبي من غناء شاغي.

## وفيات

### فبراير
- 10 فبراير – ستيوارت هال (مواليد 1932)
- 17 فبراير – واين سميث (مواليد 1965) مغني جامايكي.
- 25 فبراير – فيليب سمارت (مواليد 1960)

### أبريل
- 11 أبريل – ليونارد لافي (مواليد 1939)

### مايو
- 24 مايو – إي. دون تايلور (مواليد 1937)

### يوليو
- 11 يوليو – هوارد كوكي (مواليد 1915) سياسي جمايكي.
- 27 يوليو – جي. رايموند تشانغ (مواليد 1949) رجل أعمال كندي.

### أغسطس
- 21 أغسطس – روي ميلر (مواليد 1924)

### سبتمبر
- 20 سبتمبر – كامارا جيمس (مواليد 1984) مسايفة أمريكية.

### أكتوبر
- 19 أكتوبر – جون هولت (مواليد 1947) مغني ومؤلف جامايكي.

### ديسمبر
- 19 ديسمبر – باربرا جونز (مواليد 1952) مغنية جامايكية.
- 24 ديسمبر – آرثر لويس (مواليد 1950)